# Levelezőlista
A levelezőlista elsődleges célja az információcsere megkönnyítése nagy taglétszámú, egy adott téma iránt érdeklődő, internet-hozzáféréssel rendelkező csoportok számára. A levelezőlisták jellemzően témaspecifikusak: lehetnek szorosan egy kérdéskörhöz kapcsolódók, vagy csupán hasonló érdeklődésű személyek által működtetett, egymással kevéssé szoros összefüggésben lévő híreket, információkat megosztók. Segítségével a lista címére küldött e-mail, mely egy adott személytől érkező adatot tartalmaz, a levelezőlista minden tagja számára elérhetővé válik. A tagok saját maguk szerkesztik a tartalmakat, így tehát egy jól működő lista interaktív tudásmegosztó platformmá válhat.

## Típusok
A levelezőlistáknak két típusát különíthetjük el. Az első típus a zárt lista, mely esetében a tagok csatlakozása bizonyos engedélyhez kötött.
A másik csoport a nyílt levelezőlista, amelyhez bárki szabadon csatlakozhat.

## Levelezőlista által nyújtott szolgáltatások
A levelezési listák elsősorban azok számára válhatnak különösen hasznossá, akik egy adott témán belül állandóan frissülő, viszonylag pontos és bő tájékoztatásra tartanak igényt. Abban az esetben, ha valaki valamilyen nagyobb lélegzetű tudományos munka megírására készül, igen sok előnnyel járhat, ha egy ezzel kapcsolatos kérdéssel foglalkozó nyilvános lista tagjává válik. Itt képet kaphat a nemzeti és nemzetközi eseményekről, fejlesztésekről, információkról, értesülhet a legújabb kutatásokról, eredményekről.
Hasonlóan hasznos lehet egy olyan zárt lista is, melynek célja kimondottan egy adott csoportra vonatkozó információk közzététele. Jellemző példa erre a tananyaggal foglalkozó, tanrendi változtatásokat és egyetemi híreket közlő hallgatói levelezőlista.

## A listák működési elve
A levelezési listák működésének alapját az elektronikus levelezőrendszerek képezik. A felhasználó e-mailben kommunikál a lista többi tagjával és a listát kezelő szoftverrel. A listára való fel- és leiratkozásokat, az oda beérkezett leveleket ez a szoftver bonyolítja, mely több listát is működtethet.

### Fel- és leiratkozás menete
1. Megkeressük a kívánt listát, amelyre fel szeretnénk iratkozni. Az alábbi információkra van szükség:
- a listát kezelő szoftver e-mail címe (pl. neméranevem@amifontos.hu)
- lista pontos neve {pl. fontos-l (a listák neveit jellemzően kötőjel és "l" betű található, ami a levelezési listára utal)}

2. Írunk egy e-mailt a kezelőnek (pl. neméranevem@amifontos.hu)
A levél tartalma:
- To: neméranevem@amifontos.hu
- Subject: ÜRESEN MARAD
- Szöveg: subscribe [listanev]

3. A sikeres feliratkozás után arra az e-mail címre, melyről az üzenetet küldtük, egy automatikus válaszlevél érkezik, amely általános információkat tartalmaz a listáról.
4. Ezután ha a listára akarunk levelet küldeni, akkor (jelen esetben) a listanev@amifontos.hu címet kell megadnunk, így üzenetünket a lista valamennyi tagja megkapja.

### Alapvető tanácsok
- Érdemes hosszan tanulmányozni a listát, néhány hétig, hónapig olvasgatni a leveleket azelőtt, mielőtt magunk is üzenetet küldenénk. Így megismerhetjük az adott csoport kultúráját, pontos érdeklődési körét, és ezáltal hatékonyabban válogathatunk a megosztandó információk közt.
- A nyilvános listának bárki tagja lehet, ezért különösen érdemes alaposan átgondolni, hogy pontosan mit szeretnénk megosztani a nyilvánossággal.
- A megosztott információ akkor hasznos, ha viszonylag tömör, átlátható és lényegre törő.
- A levelezési listákat hirdetőfelületként hasznosítani az esetek döntő többségében tilos!
- Kerüljük a csoport érdeklődésétől igen távol álló üzeneteket, ne továbbítsunk spameket.
- Ha egy másik tag által közzétett üzenetre reagálni kívánsz, ügyelj arra, hogy azt ne a lista minden tagjának, hanem csak neki juttasd el. Érdemes hasonló óvatossággal eljárni az esetleges személyes levelek esetében is.
- Levelezési lista felületén nem érdemes heves, durva vitába bocsátkozni.
- Semmi esetre se tégy közzé olyan üzenetet, mely diszkriminatív hangvételű, vagy egy-egy csoportról alkotott sztereotip véleményt tükröz.

## Külső hivatkozások
- hogyanhasználjam.hu (magyarul)
- levelezőlista.lap.hu (magyarul)
- csatolna.hu (magyarul)
- (magyarul)